# Adama Diakité
Adama Diakité (ur. 4 lipca 1978) – malijski piłkarz grający na pozycji obrońcy. W swojej karierze 10 razy wystąpił w reprezentacji Mali.

## Kariera klubowa
Karierę piłkarską Diakité rozpoczął w klubie Centre Salif Keita. W 1998 roku zadebiutował w jego barwach w malijskiej Première Division i wtedy też wywalczył z nim wicemistrzostwo Mali. W 2001 roku odszedł do Stade Malien. W latach 2001 i 2002 wywalczył ze Stade Malien mistrzostwo kraju. W 2001 roku zdobył też Puchar Mali i Superpuchar.
W 2003 roku Diakité przeszedł do Djoliby AC. Wraz z tym klubem został mistrzem kraju w 2004 roku. Zdobył też dwukrotnie krajowy puchar (2003, 2004). W 2007 roku ponownie został zawodnikiem Stade Malien, z którym w 2007 roku wywalczył mistrzostwo. W 2008 roku zakończył karierę.

## Kariera reprezentacyjna
W reprezentacji Mali Diakité zadebiutował w 2001 roku. W 2002 roku został powołany do kadry na Puchar Narodów Afryki 2002. Na nim rozegrał 4 mecze: z Liberią (1:1), z Algierią (2:0), ćwierćfinale z Republiką Południowej Afryki (2:0) i o 3. miejsce z Nigerią (0:1). Z Mali zajął 4. miejsce w tym turnieju. Od 2001 do 2002 roku rozegrał w kadrze narodowej 10 meczów.